# کورودا سودو
درگیری کورودا، کورودا سودو، شورش کورودا (به ژاپنی: 黒田騒動 くろだそうどう)، یک او- ایه سودو نزاع خانوادگی بود که در اوایل دوره ادو در قلمرو فوکوئوکا رخ داد. همچنین به عنوان حادثه کوری‌یاما دایزن شناخته می‌شود. این شورش یکی از سه شورش خانگی بزرگ، همراه با داته سودو، کاگا سودو و سنگوکو سودو نامیده می‌شود. در شورش‌های دیگر، مردم هنگام شورش می‌مردند، اما در شورش کورودا، هیچ مرگی وجود نداشت.

## زمینه
کورودا ناگاماسا نگران تنگ نظری و شخصیت خشن پسر بزرگش کورودا تادایوکی بود، بنابراین تصمیم گرفت ریاست خانواده را به پسر سوم خود کورودا ناگائوکی بسپارد و نامه ای به تادایوکی فرستاد. نامه بسیار سختگیرانه بود و به او می‌گفت که یا در مزارع برنج با ۲۰۰۰ ککو زمین کشاورز شود، یا با ۱۰۰۰۰ ریو در منطقه کانسای تاجر شود یا با ۱۰۰۰ ککو، معبدی بسازد و راهب شود. کوری‌یاما توشی‌آکیرا/ کوری‌یاما دایزن ، که به عنوان ملازم او عمل می‌کند، به تادایوکی توصیه کرد که اگر قرار است تحقیر شود، مرتکب سپپوکو شود. او سپس فرزندان مشروع ملازمان فئودال را که بیش از ۶۰۰ ککو و کمتر از ۲۰۰۰ ککو درآمد داشتند، گرد هم آورد و به کورودا ناگاماسا گفت که اگر او سلب ارث را لغو نکند، همه آنها مرتکب سپپوکو خواهند شد. ناگاماسا که این وضعیت را جدی گرفته بود، درخواست را پذیرفت و از دایزن خواست که به عنوان قیم او عمل کند و سپس درگذشت؛ بنابراین، دایزن نامه ای برای تادایوکی فرستاد، اما از آنجایی که این نامه شبیه به توصیه یک کودک در مورد عادت‌های نوشیدن و زود خوابیدن بود، تادایوکی از او عصبانی شد و به تدریج از او فاصله گرفت. بلافاصله پس از اینکه تادایوکی در سال ۱۶۲۴ ارباب قلمرو شد، درگیری‌هایی بین تادایوکی و دستیارانش و ملازم ارشد، دایزن و سایر نگهبانان ارشد به وجود آمد که منجر به آشفتگی در خاندان شد، درست همان‌طور شد که ناگاماسا در طول زندگی خود از آن می‌ترسید. تادایوکی بدستیاری نزدیک به خود به نام کوراهاچی ماساتوشی (نامش ماساتوشی یا ایوری بود) داشت که از زمانی که یک نوجوان بود به او خدمت می‌کرد و ۱۰۰۰۰ ککو ثروت داشت. سپس به کوراهاچی ماساتوشی دستور داد تا یک کشتی بزرگ مجلل به نام هوومارو (鳳凰丸) بسازد. علاوه بر این، در دوران خلع سلاح، او اعمالی را انجام داد که برخلاف بود، مانند استخدام ۲۰۰ سرباز جدید. در نتیجه، قلمرو در نهایت توسط شوگون مجازات شد.
دایزن همچنین در ژوئن ۱۶۳۲ به شوگون سالاری متوسل شد و ادعا کرد که هدف کورودا تادایوکی سرنگونی شوگون‌سالاری است. قلمرو ادعا کرد که «دایزن یک دیوانه است» و در فوریه ۱۶۳۳، شوگون سوم توکوگاوا ایه‌میتسو شخصاً ادعای تادایوکی را مورد قضاوت قرار داد، ادعای تادایوکی قلمرو را به رسمیت شناخت و او را صاحب قلمرو اعلام کرد و به درگیری ۱۰ ساله پایان داد. از آنجائیکه دایزن مسئول این هیاهو بود، در بازداشت ولایت موتسو قلمرو موریئوکا قرار گرفت و دستیارش کوراهاچی ماساتوشی نیز به کوه کویا تبعید شد. علاوه بر این، در جریان شورش شیمابارا، کوراهاچی ماساتوشی اردوگاه خود را به خاندان کورودا قرض داد و در ارتش سرکوب خدمت کرد، اما موفقیت نظامی بزرگی به دست نیاورد و نتوانست به خاندان کورودا بازگردد. گفته می‌شود که او بعداً در کامیگاتا درگذشت. نوه کوراهاچی ماساتوشی، کوراهاچی تاکوبی، بالاخره اجازه یافت دوباره خدمت کند.
در سال ۱۹۵۶ میلادی یک فیم سینمایی به همین نام به کارگردانی تومو اوچیدا ساخته شده است.